# Poids total en charge
Pour les articles homonymes, voir Poids total autorisé en charge et Poids (homonymie).

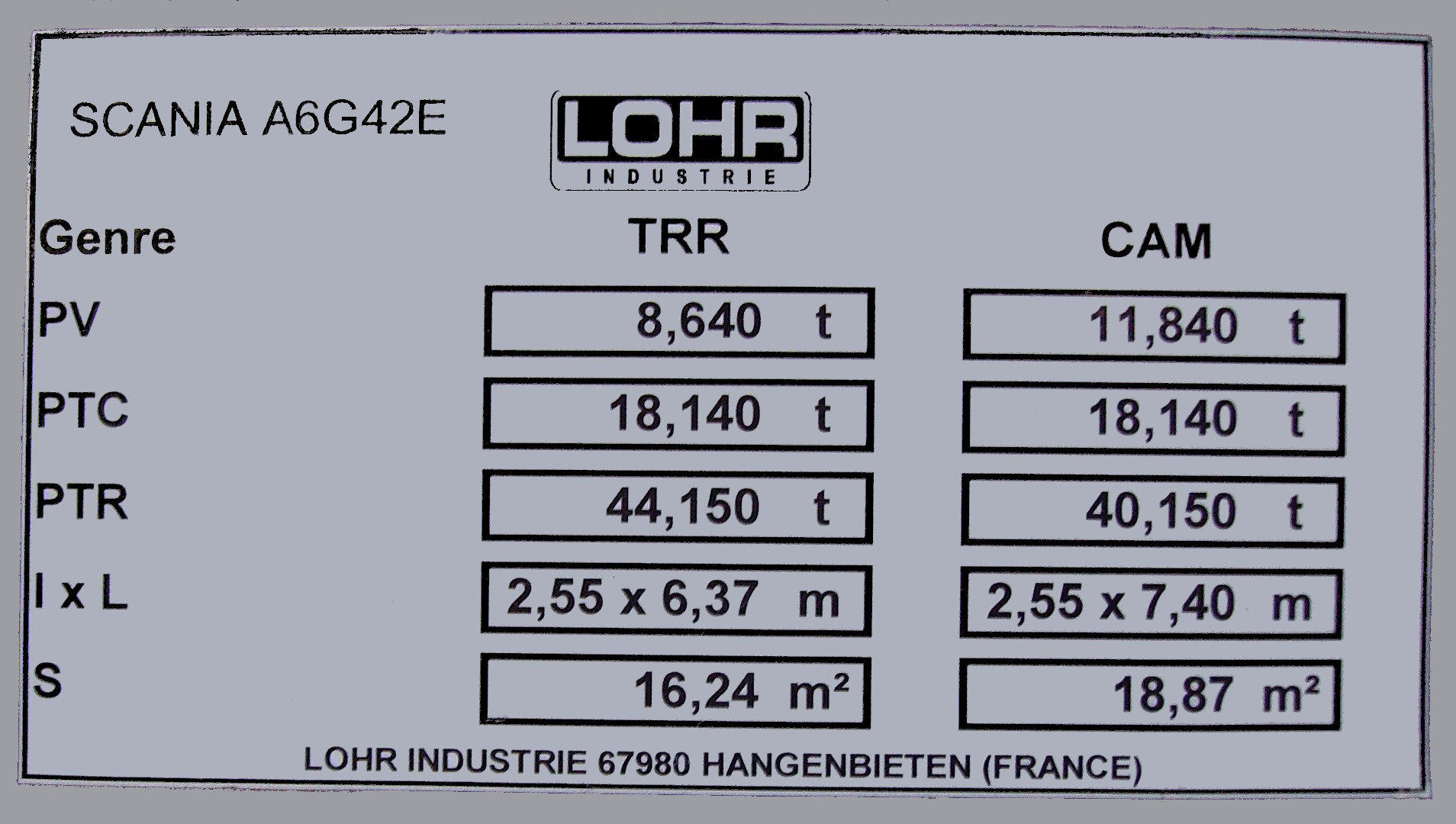
Plaque d'information d'un camion Scania indiquant un poids total en charge de 18.140 tonnes.

Dans le domaine des transports, le poids total en charge (PTC) est la masse effective, soit du véhicule tracteur, soit de la remorque (« poids » est utilisé improprement pour masse). 
En France, c'est aussi l'ancienne dénomination du poids total autorisé en charge (PTAC) que l'on retrouve sur des documentations techniques ou une plaque de tare d'époque.

## Définition
Poids réel du véhicule avec son chargement à un moment précis. Il varie donc en fonction du nombre de passagers et de l’importance des bagages ou de la charge transportée.